# Оракл-арена
Оракл-арена (англ. Oracle Arena), также известная под названиями «Окленд Колизеум-арена» (англ. Oakland Coliseum Arena), «Окленд-арена», «Арена в Окленде» и «Нью-арена» (англ. The New Arena), — стадион закрытого типа в Окленде, Калифорния. Первоначальное название — «Окленд-Аламеда Каунти Колизеум-арена» (англ. Oakland-Alameda County Coliseum Arena). До 2019 года (момента переезда «Голден Стэйт Уорриорз» на новую арену) считалась самой старой ареной, используемой в чемпионате Национальной баскетбольной ассоциации.
С 1966 года «Оракл-арена» являлась домашней для баскетбольного клуба НБА «Голден Стэйт Уорриорз». В сезонах 1997/98 и 1998/99 студенческая команда «Калифорния Голден Беарз» из Pac-10 выступала на этой арене, в 1966—1973 годах «Бей Бомберс», в 1967—1976 «Калифорния Голден Силз» из НХЛ.
В 1996 году арена была перестроена.
20 октября 2006 года «Голден Стейт Уорриорз» и компания Oracle заключили десятилетнее соглашение, по которому стадион будет называться «Оракл-арена».
Арена принимала шоу рестлинга WCW SuperBrawl в 1999 году и WWE Elimination Chamber в 2011 году, а также Матч всех звёзд НБА в 2000 году.
В июне 2019 года «Голден Стэйт Уорриорз» последний раз сыграли в Окленде перед переездом клуба в Сан-Франциско.

## Будущее сооружения
В начале 2013 года «Уорриорз» объявили о намерении построить новую арену возле Сан-Франциско. Первоначально строительство планировалось возле моста Бэй-бридж, однако это вызвало шквал критики из-за возможных проблем с трафиком и влиянием на окружающую среду. Поэтому в апреле 2014 года «Уорриорз» купили 12-акровый участок земли в Мишшн-Бэй, где планируется строительство новой 18-тысячной арены к началу сезона НБА 2018/19 годов. Преимуществом данного места является то, что для строительства на нём не нужно одобрение местных жителей. Однако из-за ряда судебных исков открытие новой арены было перенесено на начало сезона 2019/20 годов.